# Patinage de vitesse aux Jeux olympiques de 2026
Navigation
Pékin 2022 Alpes françaises 2030
Les épreuves de patinage de vitesse aux Jeux olympiques d'hiver de 2026 ont lieu du 7 au 21 février 2026 sur l'anneau temporaire de glace construit sur le site du Parc des Expositions de la Fiera Milano .

## Lieu de la compétition
L'anneau de glace posa un problème pour l'organisation. Les hypothèses d'utiliser le stade de glace de Baselga di Piné, l'Arena Civica de Milan ou l'Oval Lingotto engendraient des coûts jugés prohibitif par le comité d'organisation pour une pratique vouée à être temporaire.
Il est décidé d'établir un lieu de compétition temporaire dans le palais des congrès de la foire de Milan.

## Qualifications
Les patineurs de vitesse obtiennent des quotas pour leurs comités nationaux olympiques par le biais du classement spécial pour la qualification olympique (SOQC), établi à l'issue des compétitions de la Coupe du monde organisés par l'ISU lors de la saison 2025/2026 arrêté au 14 décembre (étapes de Salt Lake City, Calgary, Hereenveen et Hamar).
Les quotas sont attribués en fonction du classement par points SOQC (basé sur les points obtenus lors d'épreuves spécifiques de la Coupe du monde) et du classement par temps SOQC (basé sur les meilleurs temps réalisés par chaque athlète lors d'épreuves spécifiques de la Coupe du monde).
Un quota total de 164 athlètes a été autorisé à concourir aux Jeux (maximum 82 hommes et 82 femmes).

## Calendrier
| Heure | Horaire local de l'épreuve (UTC +1) Heure de Rome (UTC +1) |

| Épreuves | Épreuves | Jour de compétition (Février 2026) | Jour de compétition (Février 2026) | Jour de compétition (Février 2026) | Jour de compétition (Février 2026) | Jour de compétition (Février 2026) | Jour de compétition (Février 2026) | Jour de compétition (Février 2026) | Jour de compétition (Février 2026) | Jour de compétition (Février 2026) | Jour de compétition (Février 2026) | Jour de compétition (Février 2026) | Jour de compétition (Février 2026) | Jour de compétition (Février 2026) | Jour de compétition (Février 2026) | Jour de compétition (Février 2026) |
| Épreuves | Épreuves | Sam. 7                             | Dim. 8                             | Lun. 9                             | Mar. 10                            | Mer. 11                            | Jeu. 12                            | Ven. 13                            | Sam. 14                            | Dim. 15                            | Lun. 16                            | Mar. 17                            | Mer. 18                            | Jeu. 19                            | Ven. 20                            | Sam. 21                            |
| Hommes   | Hommes   |                                    | 5000m 16:00-18:20                  |                                    |                                    | 1000m 18:30-20:00                  |                                    | 10000m 16:00-18:15                 | 500m 16:00-18:05                   | Poursuite Q 16:00-18:05            |                                    | Poursuite F 14:30-17:25            |                                    | 1500m 16:30-18:10                  |                                    | Mass start 115:00-18:00            |
| Femmes   | Femmes   | 3000m 16:00-17:50                  |                                    | 1000m 17:30-19:20                  |                                    |                                    | 5000m 16:30-18:10                  |                                    | Poursuite Q 16:00-18:05            | 500m 16:00-18:05                   |                                    | Poursuite F 14:30-17:25            |                                    |                                    | 1500m 16:30-18:10                  | Mass start 115:00-18:00            |

## Médaillés

### Hommes
| Épreuve                                   | Or | Or  | Argent | Argent | Bronze | Bronze |
| ----------------------------------------- | -- | --- | ------ | ------ | ------ | ------ |
| 500 mètres résultats détaillés            |    |     |        |        |        |        |
| 1 000 mètres résultats détaillés          |    |     |        |        |        |        |
| 1 500 mètres résultats détaillés          |    |     |        |        |        |        |
| 5 000 mètres résultats détaillés          |    |     |        |        |        |        |
| 10 000 mètres résultats détaillés         |    |     |        |        |        |        |
| Mass start résultats détaillés            |    | pts |        | pts    |        |        |
| Poursuite par équipes résultats détaillés |    |     |        |        |        |        |

### Femmes
| Épreuve                                   | Or | Or  | Argent | Argent | Bronze | Bronze |
| ----------------------------------------- | -- | --- | ------ | ------ | ------ | ------ |
| 500 mètres résultats détaillés            |    |     |        |        |        |        |
| 1 000 mètres résultats détaillés          |    |     |        |        |        |        |
| 1 500 mètres résultats détaillés          |    |     |        |        |        |        |
| 3 000 mètres résultats détaillés          |    |     |        |        |        |        |
| 5 000 mètres résultats détaillés          |    |     |        |        |        |        |
| Mass start résultats détaillés            |    | pts |        | pts    |        | pts    |
| Poursuite par équipes résultats détaillés |    |     |        |        |        |        |

## Tableau des médailles
- Pays organisateur (Italie)

| Rang  | Pays  | Médaille d'or, Jeux olympiques | Médaille d'argent, Jeux olympiques | Médaille de bronze, Jeux olympiques | Total |
| Total | Total | -                              | -                                  | -                                   | -     |